# 室伏鴻
室伏 鴻（むろぶし こう、1947年6月14日 - 2015年6月18日）は、ダンサー・振付家。　
東京都に生まれる。1969年土方巽に師事。1972年「大駱駝艦」の創立、旗揚げに参加。1974年舞踏新聞「激しい季節」を編集刊行、女性舞踏グループ「アリアドーネの会」をプロデュース。1976年福井県に「北龍峡」を築き、舞踏派「背火」を主宰 。
1978年「アリアドーネの会」と「背火」を率いてのパリ公演「最後の楽園—彼方への門」での成功により、日本の舞踏をヨーロッパで認知させた。
1981年、1982年とヨーロッパツアー。 
2015年6月18日、中南米公演中に心筋梗塞によりメキシコシティの病院で死去。

## プロデュース・カンパニー
1972　前衛舞踏団“大駱駝艦”創立、旗揚げに参加、舞台制作、振付に関わり出演する
1974　海王企画を設立、“アリアドーネの會”を結成, プロデュース、1984年まで芸術監督
1976　“舞踏派背火”結成、福井県に稽古場“舞踏伽藍北龍峡”を拓く
1981　海王企画に代わりLotus Cabaret arc設立
1981　東京南青山に実験的キャバレー“Shy”をオープン
1986　“Ko Murobushi Company”結成
2003　“Ko&Edge Co”結成

## 作品リスト

### 1970年代
1975
- 牝火山 Mesukazan（演出：麿赤兒）

1976
- 牝火山 vol.2 空の青 Mesukazan vol.2 Sora no Ao（演出：麿赤兒）

- 虚無僧 Komusou - Wandering Monk

1977
- 常闇形 Hinagata

1978
- 最後の楽園─彼方の門 LE DERNIER EDEN–Porte de l’au-dela
- 夜なき夜、昼なき昼 Nuit sans nuit et quelques jours sans jours

1979
- 常闇形III 聖カバレー公爵 あるいは彼岸へと打ち続く痙攣 Hinagata III Saint Duke Cabaret or Spasm Toward the Other Shore

### 1980年代
1980
- ツァラトゥストラ Zarathustra
- 舞踏病草紙 A Choreography of Chorea
- 木乃伊 La Mummy
- 常闇形IV オルガンと硫酸 Hinagata IV Organ and Vitriol

1981
- 常闇形VI 木乃伊 ヒエロファニィ Hinagata VI Mummy Hierophany
- 常闇形VII NEONあるいはNEANTの炸・裂・点 Hinagata VII Ex plosion point of NEON or NEANT
- うッ Utt

1983
- iki-1

1984
- iki-2

1985
- HIME
- EN

1986
- エロスの涙 Les larmes d’Eros
- 鴻 漂白する肉体 Ko: Wandering Body

1988
- ほう Hoh
- Ephemere

### 1990年代
1992
- ダンスオペラ 少年十字軍 Dance-Opera Children’s Crusade（共同振付：マルタ・ビネッティ）

1993
- Ai-Amour（共同振付：カルロッタ池田）

1994
- Errance

1995
- working process

1998
- 舞踏 その魂とすべての神経をこめて Butoh: with its soul and all the nerves
- Edge

### 2000年代
2000
- 外の人、他のもの The People Outside, The Other Things

2001
- Edge 01

2003
- 即興三夜 Three Nights of Improvisation
- 美貌の青空 Handsome Blue Sky

2004
- Experimental Body vol.II 始原児 Experimental Body vol.II Child of Origin

2005
- DEAD1
- quick silver

### 2010年代
2010
- Mu(s) Krypt Blues–The last song I dance
- ケンタウルスとアニマル Le centaure et l’animal（コラボレーション：バルタバス）

- a ball

2012
- un coup de don
- The Crazy Cloud Collection（コラボレーション：inkBoat）

2013
- Ritournelle
- Krypt
- 墓場で踊られる熱狂的なダンス Enthusiastic Dance on the Grave
- アルトー二人 Artaud double

2014
- Faux Pas

2015
- 真夜中のニジンスキー（クリエーション） Nijinski à minuit (creation)

※は、室伏鴻アーカイブサイト“Select Works”を参照。

## ダンス映像
- Excerpt | Zarathoustra | 1981（振付：室伏鴻、出演：アリアドーネの會）
- Excerpt | Panta Rhei, Dance Buto de Ko Murobushi Company | 1986（振付：室伏鴻、出演：Ko Murobushi Company、他）
- Crazy Cloud: 2010, MANCC, research and rehearsal | 2010（コラボレーション：inkBoat）
- Excerpt | Le Centaure et l'animal - BARTABAS / KO MUROBUSHI | 2012（コラボレーション：バルタバス）
- Excerpt | アウフヘーベン！ vol.1 室伏鴻×ASA CHANG＆巡礼 | 2014（コラボレーション：ASA CHANG＆巡礼）
- Ko Murobushi Tokyo Experimental Performance Archive | 2014（ソロ）
- HARU NO SAÏTEN, UN SACRE DU PRINTEMPS [REMONTAGE 2015] | 2015（振付：室伏鴻、カルロッタ池田、出演：カンパニー・アリアドーネ）

## 映画出演
- 石井輝男『江戸川乱歩 恐怖奇形人間』1969
- Liliana Cavani, Dove siete? Io sono qui (Where Are You? I'm Here), 1993
- Richard Frank, Toujours mort, enfin vivant, 2012
- Kamal Musale, Aï-Amour, 1995
- バジル・ドガニス『絶えざる変様／室伏鴻』（原題：Altérations / Kô Murobushi）2019

## 主要参考文献
自筆原稿・インタビュー
公演評など
- CRITIQUE
- SCRAP

書籍
- 『室伏鴻集成』河出書房新社、2018（編者：中原蒼二、鈴木創士、渡辺喜美子、装幀・AD：ミルキィ・イソベ）
- 『〈外〉の千夜一夜』Ko&Edge、2020